# Heyworth Building
L'Heyworth Building è un grattacielo storico situato al numero 29 di East Madison Street, nel cuore del loop di Chicago, negli Stati Uniti. Progettato dall'architetto Frederick P. Dinkelberg e completato nel 1904, l'edificio è un importante esempio di architettura che mescola le caratteristiche della Scuola di Chicago con elementi decorativi tratti dall'architettura tradizionale in muratura. L'Heyworth Building è stato designato come Chicago Landmark il 27 settembre 2000 per il suo valore storico e architettonico.
L'Heyworth Building è un testimone dell'epoca d'oro dell'architettura commerciale di Chicago, unendo innovazione tecnica e bellezza decorativa. Grazie alla sua preservazione e al suo status di Chicago Landmark, rimane uno degli edifici più significativi della città, rappresentando l'evoluzione del design urbano e della produzione edilizia all'inizio del XX secolo.

## Storia e progettazione
L'edificio fu commissionato da Otto Young, un gioielliere all'ingrosso e investitore immobiliare, ed è stato intitolato al suo genero, Lawrence Heyworth, che supervisionò direttamente i lavori di costruzione. Originariamente, l'Heyworth Building ospitava una varietà di attività legate al settore della gioielleria e della orologeria, che erano prevalentemente collocate negli uffici e nei piani superiori.
Il progetto dell'edificio è una versione innovativa e insolita del design tipico della Chicago School, che di solito si distingue per la sua struttura espressiva e funzionale. Il design dell'Heyworth Building combina questa caratteristica con una decorazione esterna che richiama lo stile architettonico tradizionale, in particolare l'uso di ornamenti in facciata che ricordano le opere di architetti come Louis Sullivan. Le decorazioni della facciata, che ricordano un arazzo, si integrano armoniosamente con l'edificio adiacente, il Carson Pirie Scott Department Store, noto per l'opulenza del suo design, progettato da Sullivan stesso.

## Caratteristiche architettoniche
L'Heyworth Building presenta una serie di caratteristiche distintive, tra cui una cornice decorativa intatta, un elemento raro e altamente pregiato tra gli edifici commerciali di Chicago. Questa cornice è una testimonianza della qualità artigianale con cui l'edificio è stato realizzato, rappresentando un esempio unico nel suo genere nel panorama architettonico della città.
Il progettista, Frederick P. Dinkelberg, fu uno degli architetti più influenti della sua epoca, lavorando per uno dei più grandi e importanti studi di architettura degli Stati Uniti. Dinkelberg è noto anche per aver progettato il Railway Exchange Building a Chicago e l'iconico Flatiron Building di New York.

## Conservazione e riconoscimenti
Nel corso degli anni, l'Heyworth Building ha mantenuto una notevole integrità sia nella sua struttura che nelle decorazioni originali, facendo di esso uno dei principali esempi di architettura commerciale storica della città. Oltre alla sua designazione come Chicago Landmark, l'edificio rappresenta un importante punto di riferimento per gli amanti dell'architettura e per coloro che studiano l'evoluzione del paesaggio urbano di Chicago.
Una delle caratteristiche più affascinanti dell'Heyworth Building è la vetrina storica che si trova al 23 di East Madison Street, progettata nel 1917 per la O'Connor & Goldberg Shoes, che è ancora oggi un esempio straordinario di facciata commerciale d'epoca.